# Rajd Lyon-Charbonnières-Stuttgart-Solitude Deutschlandrallye 1971
Rajd Lyon-Charbonnières-Stuttgart-Solitude Deutschlandrallye 1971 (24. Rallye Lyon-Charbonnières-Stuttgart-Solitude Deutschlandrallye) – 24. edycja rajdu samochodowego Rajd Stuttgart Lyon-Charbonnières Solitude rozgrywanego we Francji. Rozgrywany był od 5 do 7 marca 1971 roku. Była to druga runda Rajdowych Mistrzostw Europy w roku 1971, druga runda Rajdowych Mistrzostw RFN oraz trzecia runda Rajdowych Mistrzostw Francji.

## Klasyfikacja rajdu
| Miejsce                      | Kierowca                     | Pilot                        | Samochód                     | Czas                         | Strata                       |                              |
| Klasyfikacja generalna i ERC | Klasyfikacja generalna i ERC | Klasyfikacja generalna i ERC | Klasyfikacja generalna i ERC | Klasyfikacja generalna i ERC | Klasyfikacja generalna i ERC | Klasyfikacja generalna i ERC |
| ---------------------------- | ---------------------------- | ---------------------------- | ---------------------------- | ---------------------------- | ---------------------------- | ---------------------------- |
| 1.                           | Jean-Pierre Nicolas          | Michel Vial                  | Alpine-Renault A110 1800     | 3:32:53                      | 0.0                          |                              |
| 2.                           | Jean-François Piot           | Jim Porter                   | Ford Escort RS 1600 MkI      | 3:37:20                      | +4:27                        |                              |
| 3.                           | Dieter Glemser               | Klaus Kaiser                 | Ford Escort RS 1600 MkI      | 3:41:25                      | +8:32                        |                              |
| 4.                           | Guy Chasseuil                | Christian Baron              | Alfa Romeo GTAm 2000         | 3:42:56                      | +10:03                       |                              |
| 5.                           | Jacques Henry                | Bernard-Etienne Grobot       | Alpine-Renault A110 1600     | 3:48:19                      | +15:26                       |                              |
| 6.                           | Jean Ragnotti                | Pierre Thimonier             | Opel Kadett Rallye           | 3:51:13                      | +18:20                       |                              |
| 7.                           | Reinhard Hainbach            | Wulf Biebinger               | Opel Kadett B                | 3:51:57                      | +19:04                       |                              |
| 8.                           | Achim Warmbold               | Hans-Christoph Mehmel        | BMW 2002 Ti                  | 3:52:48                      | +19:55                       |                              |
| 9.                           | Michel Pignard               | Christine Giganot            | Alpine-Renault A110 1600     | 3:54:52                      | +21:59                       |                              |
| 10.                          | Pierre Maublanc              | Daniel Dreyfus               | BMW 2002 Ti                  | 3:57:56                      | +25:03                       |                              |